# 秘密機関
『秘密機関』（ひみつきかん、原題：The Secret Adversary ）は、1922年にイギリスの小説家アガサ・クリスティが発表した長編推理・サスペンス小説。作者の第2作目となる作品であり、「おしどり探偵」こと、ベレズフォード夫妻が活躍する「トミーとタペンス・シリーズ」の第1弾となる作品である。

## 解説
夫アーチーの勧めで2作目の構想を練り始めたクリスティがとある店でお茶を飲んでいる際に、近くのテーブルに座っていた人の話題に上っていた「ジェーン・フィッシュ」という人物の名前が発端となり本作品が誕生した。なお、このとき聞いた名前は「ジェーン･フィン」に替えられて登場人物の名前に採用されたほか、偶然耳にして記憶に残っていた名前という状況も作品冒頭の場面に活用されている。
なお、トミーとタペンスとホテルで食事中のジュリアス・P・ハーシャイマーに、ポアロシリーズに登場するジャップ警部が訪ねてくる場面がある。

## あらすじ
久々の再会を果たした幼なじみのトミーとタペンスは、「青年冒険家商会」なるものを作り、二人して報酬を獲得すべく話し合った直後、早速依頼人に出会う。幸運に味方されているかに思われた二人だったが、翌日依頼人の事務所でタペンスがどこかで聞き覚えのある「ジェーン･フィン」という名前を偽名として名乗るとその場の雰囲気が一変した。実はその名前、1915年ドイツ潜水艦の攻撃を受け沈没寸前のルシタニア号において、極秘条約文書を諜報員から託された行方不明のイギリス女性の名前であった。イギリス情報局員の協力を得てジェーンの捜索と文書の確保に乗り出す二人の前に、条約草案の入手を狙う組織の首領「ブラウン氏」とその配下が立ちはだかる。

## 登場人物
- トーマス・ベレズフォード - 冒険好きの青年、愛称はトミー (Tommy)
- プルーデンス・カウリイ - トミーの幼なじみで恋人、愛称はタペンス (Tuppence)
- エドワード・ウィティントン - エストニア・グラスウェア会社の社長
- ジェーン・フィン - 行方不明の女
- ジュリアス・P・ハーシャイマー - ジェーンのいとこ
- リタ・ヴァンデマイヤー夫人 - 美貌の女
- ジェームズ・ピール・エジャートン - 弁護士
- ボリス・ステファノフ - ロシア人
- A・カーター - 情報局員
- アネット - ソーホー家の召使い
- コンラッド - ソーホー家の召使い

## 出版
| 出版年         | タイトル            | 出版社     | 文庫名等                            | 訳者       | 巻末                                           | ページ数 | ISBNコード        | カバーデザイン                           | 備考 |
| -------------- | ------------------- | ---------- | ----------------------------------- | ---------- | ---------------------------------------------- | -------- | ----------------- | ---------------------------------------- | ---- |
| 1960年7月31日  | 秘密機関            | 早川書房   | ハヤカワ・ポケット・ミステリ No.569 | 田村隆一   | 解説「クリスティーのユーモア冒険小説」編集部 F | 323      |                   |                                          |      |
| 1971年5月21日  | 秘密組織            | 東京創元社 | 創元推理文庫105-11、 M-ク-2-29      | 一ノ瀬直二 |                                                |          | 4-48-810511-4     |                                          |      |
| 1982年11月15日 | 秘密機関            | 早川書房   | ハヤカワ・ミステリ文庫HM 1-70       | 田村隆一   | スパイ小説仕立てのミステリ 田村隆一            | 399      | 4-15-070070-2     | 真鍋博                                   |      |
| 2003年11月11日 | 秘密機関            | 早川書房   | クリスティー文庫47                  | 田村隆一   | 解説 杉江松恋                                  | 526      | 978-4151300479    | Hayakawa Design                          |      |
| 2011年1月7日   | 秘密機関            | 早川書房   | クリスティー文庫47                  | 嵯峨静江   | 解説 杉江松恋                                  | 462      | 978-4151310478    | Hayakawa Design                          | 新訳 |
| 2023年2月28日  | 秘密組織 【新訳版】 | 東京創元社 | 創元推理文庫 M-ク-2-29              | 野口百合子 | 解説 吉野仁                                    | 384      | 978-4-488-10551-8 | 装画 ますこひかり 装幀 柳川貴代+Fragment |      |

脚注（一般書）
1. ↑  現在、グーテンベルク21が電子書籍化している。
2. ↑  アガサ・クリスティー生誕120年記念新訳版/期間限定カバー：和田誠もある。

| 出版年        | タイトル                          | 出版社     | 文庫名等                           | 訳者     | 巻末          | ページ数 | ISBNコード        | カバーデザイン                                 | 備考 |
| ------------- | --------------------------------- | ---------- | ---------------------------------- | -------- | ------------- | -------- | ----------------- | ---------------------------------------------- | ---- |
| 1965年        | 冒険家クラブ・七つの時計          | 盛光社     | ジュニア・ミステリ・ブックス       | 福島正実 | 解説 福島正実 | 248      |                   |                                                |      |
| 1975年8月     | 冒険家クラブ                      | あかね書房 | 推理・探偵傑作シリーズ 23          | 福島正実 |               | 179      | 4251081331        | 絵:横山まさみちと横山プロダクション            |      |
| 1976年        | 冒険家クラブ・七つの時計          | 鶴書房     | 推理小説ベストセラーズ 6           | 福島正実 |               | 248      |                   | カバー:小林与志 表紙･扉:池田龍雄 さし絵:金森達 |      |
| 2008年3月26日 | 秘密機関 上                       | 早川書房   | クリスティー・ジュニア・ミステリ 5 | 嵯峨静江 |               | 238      | 9784152089021     | イラスト:モリタ ケンゴ                         |      |
| 2008年3月26日 | 秘密機関 下                       | 早川書房   | クリスティー・ジュニア・ミステリ 5 | 嵯峨静江 |               | 221      | 9784152089038     | イラスト:モリタ ケンゴ                         |      |
| 2020年5月26日 | トミーとタペンスの大冒険 秘密機関 | 早川書房   | ハヤカワ・ジュニア・ミステリ 6     | 嵯峨静江 |               | 418      | 978-4-15-209926-6 | イラスト:くろでこ、 イラスト編集:サイドランチ  |      |

## 映像化
映画
- Die Abenteuer GmbH. - 1928年 ドイツ
  - トミー - カルロ・アルディーニ
  - タペンス - イヴ・グレイ

TV作品
- 秘密機関 The Secret Adversary 1983年 イギリス 115分
  - イギリスで1983年10月9日放送。1週間後の10月16日から、『おしどり探偵』を原作とするシリーズドラマ『おしどり探偵』が同じキャストで放送された。日本ではNHKで『秘密組織』のタイトルで放送された。
    - トミー - ジェームズ・ワーウィック
    - タペンス - フランチェスカ・アニス

- 秘密機関 The Secret Adversary 2015年 イギリス
  - BBC制作 『トミーとタペンス -2人で探偵を-』シリーズ第1～3話として。時代は第二次大戦後に変更された。日本ではNHKで放映。